# Jan Paweł Gembicki
Jan Paweł Gembicki herbu Nałęcz (zm. 1713) – kasztelan nakielski.
Ojciec Stefan Gembicki (zm. 1695), był kasztelanem rogozińskim i płockim. Matka Anna Krasińska pochodziła z rodu Krasińskich herbu Ślepowron. Starsza siostra Marianna, poślubiła Dominika Łętkowskiego, kasztelana brzezińskiego.
Dwukrotnie żonaty.
Pierwsza żona Teresa Marianna Bykowska, którą poślubił w 1690 roku urodziła dwie córki: Annę i Mariannę.
Druga żona Barbara Ponińska była córką Hieronima Adam Ponińskiego kasztelana gnieźnieńskiego.
Pełnił obowiązki podkomorzego poznańskiego, po czym w roku 1712 został kasztelanem nakielskim.